# Эллен, Харри Ховард Бартон
Харри Ховард Бартон Эллен (англ. Harry Howard Barton Allan, 27 апреля 1882 — 29 октября 1957) — новозеландский ботаник.  

## Биография
Родился в Нельсоне 27 апреля 1882 года.
С 1907 года преподавал в Waitaki Boys' High School в Оамару.
В 1916 году Эллен стал магистром сельского хозяйства в Ashburton High School. Он также стал членом Лондонского Линнеевского общества.
В 1928 году он стал членом Новозеландского института (впоследствии Королевского общества Новой Зеландии). В 1941 году Аллан стал вице-президентом Королевского общества Новой Зеландии и получил Hutton Memorial Medal.
В 1942 году он получил Hector Memorial Medal and Prize Королевского общества Новой Зеландии. В 1943—1946 годах Эллен был президентом Королевского общества Новой Зеландии.
Эллен умер в Веллингтоне 29 октября 1957 года.

## Научные работы
- Flora of New Zealand, Volume 1 (1961)[3].
- New Zealand Trees and Shrubs and How to Identify Them (1928)[3].
- An Introduction to the Grasses of New Zealand (1936)[3].
- A Handbook of the Naturalized Flora of New Zealand (1940)[3].